# Раме, Жозеф-Жак
Жозе́ф-Жак Раме́, иногда Жан-Жак Раме́ (фр. Joseph-Jacques Ramée; 26 апреля 1764, форт Шарлемон — 18 мая 1842, Борен) — французский архитектор и художник-декоратор неоклассического направления, рисовальщик, акварелист и ландшафтный архитектор. Отец Даниэля Раме́ (1806—1887) — архитектора-реставратора, историка и теоретика архитектуры.

## Биография
Жозеф-Жак Раме родился 26 апреля 1764 года в форте Шарлемон близ Живе в Арденнах. Рано проявивший интерес к архитектуре, он стал учеником архитектора и проектировщика парков Франсуа-Жозефа Беланже. Париж того времени был городом, изобилующим разнообразными архитектурными стилями. Раме в равной степени интересовался классицизмом, барокко и рококо, а также стилями других эпох и культур, включая готику, египетскую и китайскую архитектуру, опираясь на которые он впоследствии создавал «англо-китайские сады» (jardins anglo-chinois).
В шестнадцать лет он был назначен инспектором строительного бюро графа д’Артуа. В 1792 году служил офицером-ассистентом у генерала Шарля-Франсуа Дюмурье. От имени революционного правительства в Париже он боролся с коалицией, враждебной Бельгии и Нидерландам, пока не вступил в конфликт с Якобинским клубом в Париже.
По политическим обстоятельствам в 1794 году перебрался в Германию. Он использовал свои навыки ландшафтного архитектора для проектирования парков и садов в Веймаре, где он создал часть Английского сада, в Майнингене и в Готе. Затем он с 1796 по 1810 год работал в Гамбурге. В течение этого длительного периода он проектировал городские парки Гамбурга как ландшафтный архитектор. В 1803—1804 годах построил здание биржи в Гамбурге, а потом несколько лет в Мекленбурге занимался герцогскими постройками и временами совершал экскурсии в Данию.
В 1810 году Раме вернулся во Францию, но пробыл там всего два года. Желая избежать Наполеоновских войн, он в 1812 году отплыл в Соединенные Штаты Америки. Он прибыл туда в разгар англо-американской войны. Ему было поручено укрепить военную архитектуру американских фортов. Затем он работал архитектором в Филадельфии, Балтиморе и Нью-Йорке.
В 1816 году он покинул Америку и прибыл в Бельгию, в Брюсселе проектировал дома богатых промышленников. В 1818 году он вернулся во Францию, в Живе, разрабатывал планы замка Массамбр и его парка. В 1823 году вернулся в Париж. Он разработал планы двух масштабных на Елисейских Полях, продолжал проектировать парки, например, в Реймсе.
В 1839 году он приобрёл замок Борен-ле-Нуайон близ Нуайона, где и умер три года спустя. Его тело похоронено на кладбище в Борен-ле-Нуайоне.
Портрет архитектора в 1832 году выполнил парижский живописец-романтик Жилло Сент-Эвр.

## Галерея

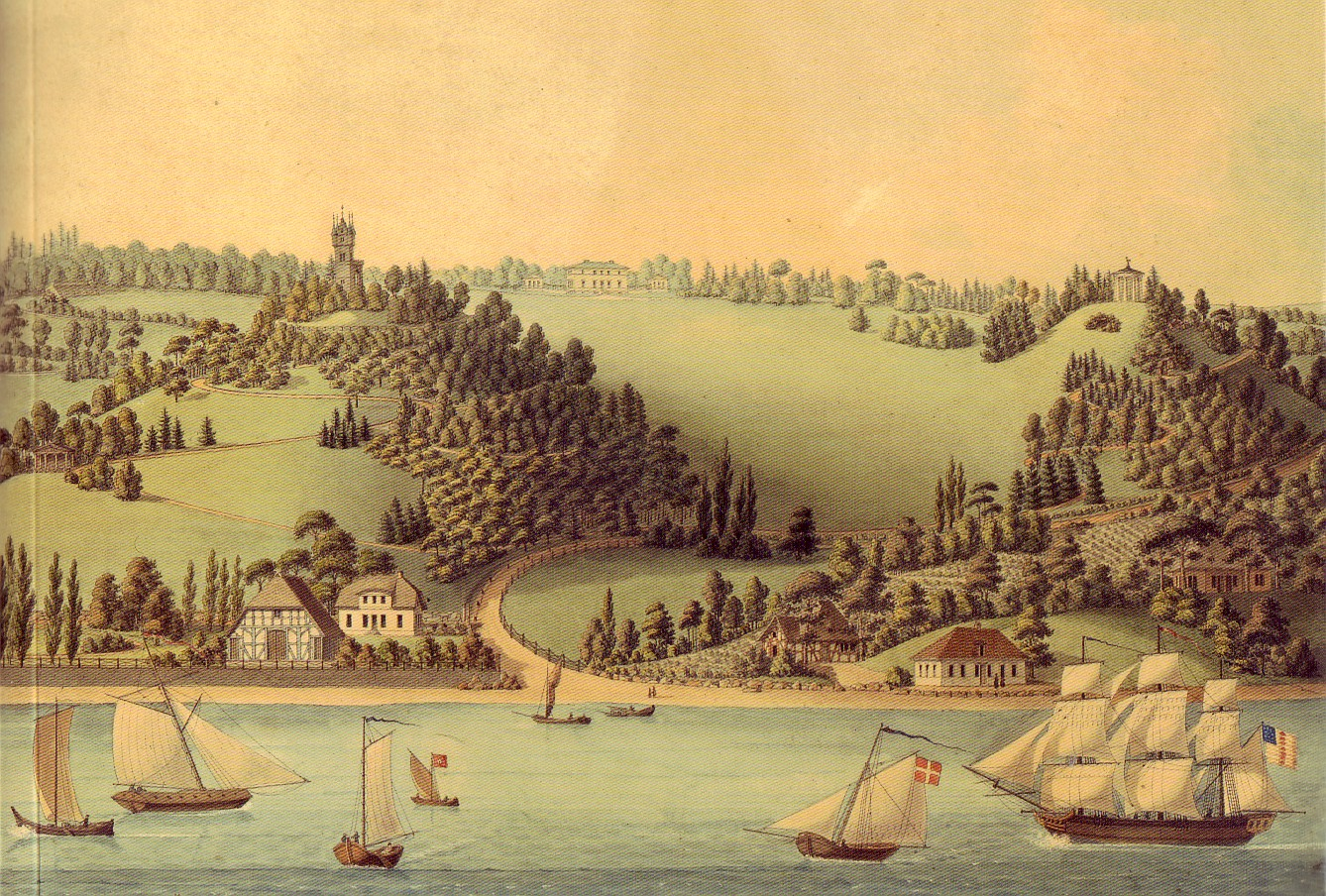
Вид на парк Баурс в Гамбурге-Бланкенезе. 1810
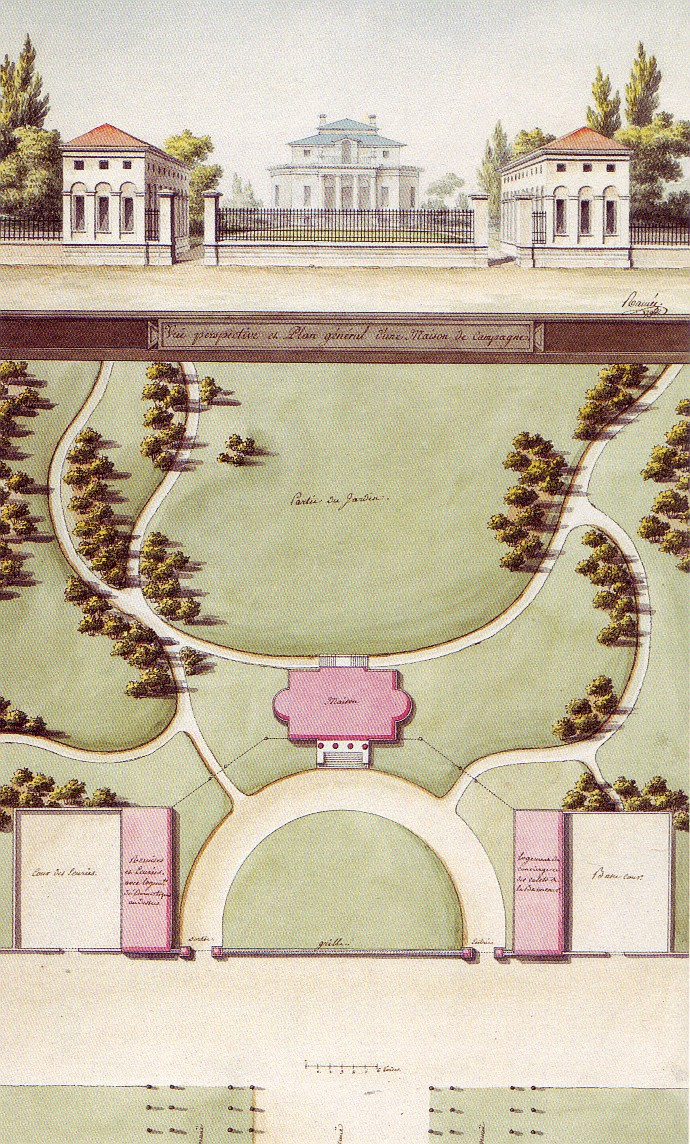
Проект загородного дома в Готе (не реализован). Перспективный вид и план участка. 1796
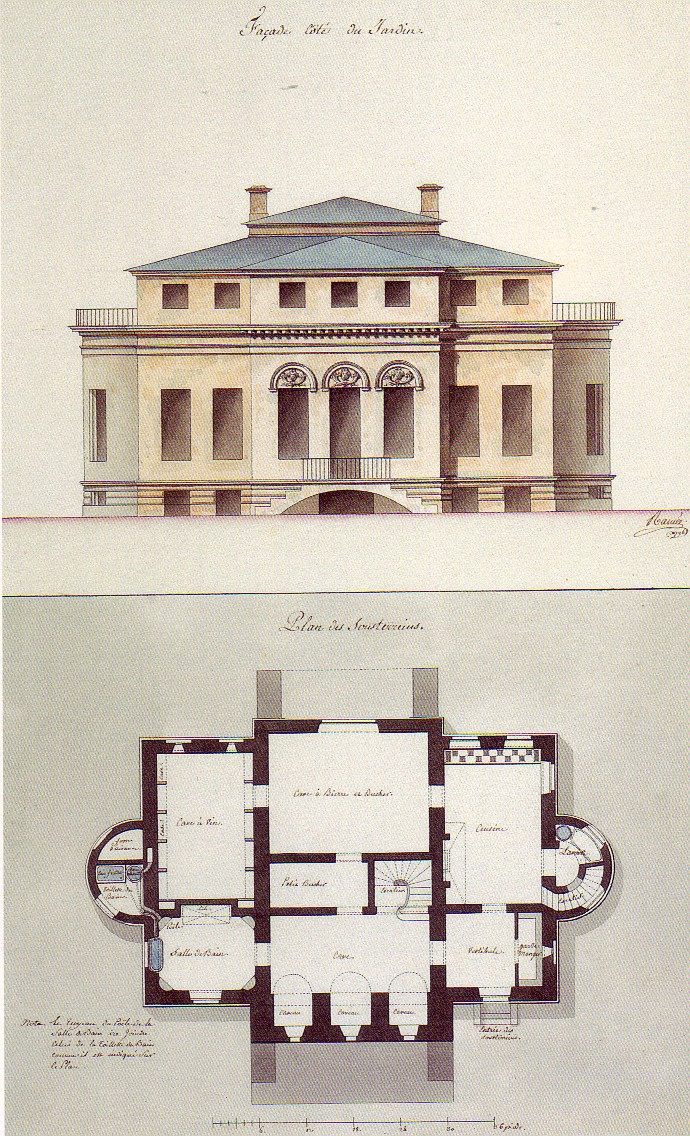
Проект загородного дома в Готе. Центральный корпус
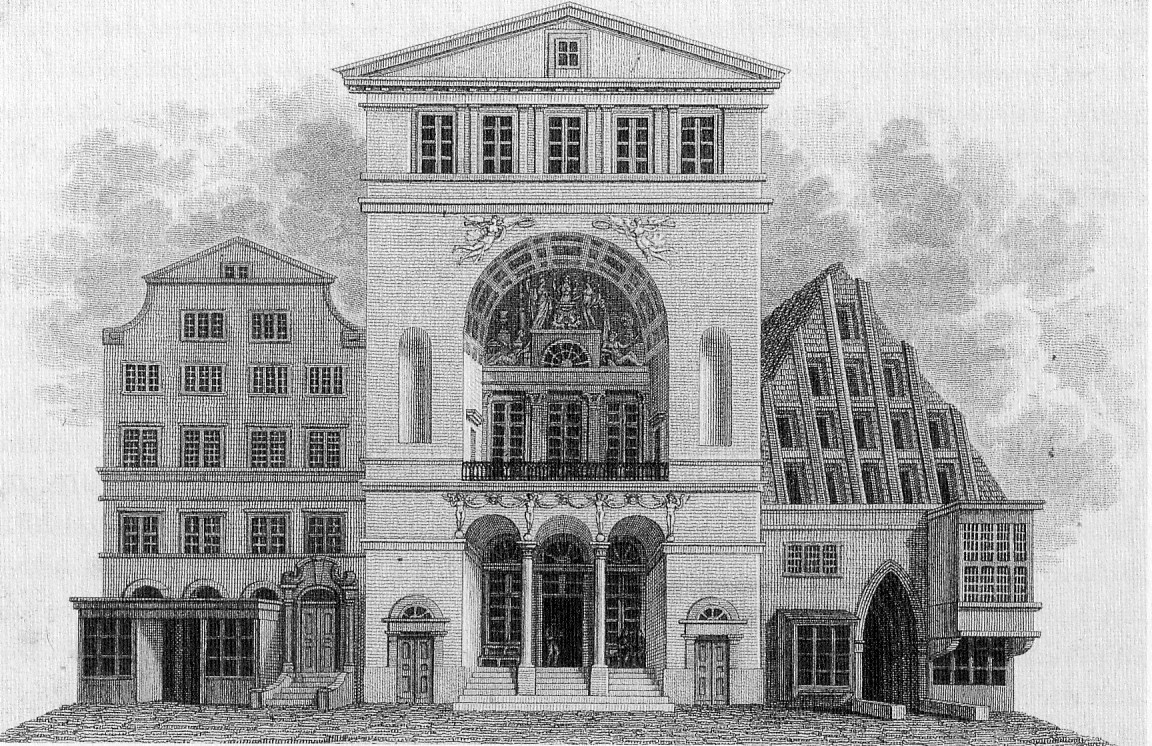
Проект здания биржи в Гамбурге. 1804
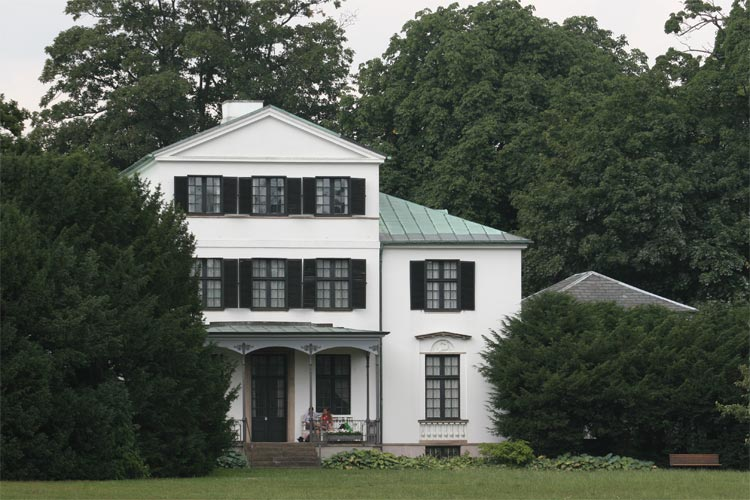
Загородный дом Эрегор, Хеллеруп, Дания